# 658
Năm 658 là một năm trong lịch Julius. 